# Monolistra (Microlistra) fongi
Monolistra (Microlistra) fongi is een pissebed uit de familie Sphaeromatidae. De wetenschappelijke naam van de soort is voor het eerst geldig gepubliceerd in 2010 door Prevorènik, Verovnik, Zagmajster & Sket..

## Voorkomen
De soort is aangetroffen in de Kuruzovic´a pec´ina grot nabij Rakovica in Kroatië.